# Lastreopsis subsparsa
Lastreopsis subsparsa är en träjonväxtart som först beskrevs av Cornelis Rugier Willem Karel van Alderwerelt van Rosenburgh, och fick sitt nu gällande namn av Tindale. Lastreopsis subsparsa ingår i släktet Lastreopsis och familjen Dryopteridaceae. Inga underarter finns listade.